# هيروأكي ساكوراي
هيروأكي ساكوراي (باليابانية: 桜井 弘明، بالروماجي: Sakurai Hiroaki) مخرج أنيمي ياباني ، وهو مخرج أنيمي البؤساء: الفتاة كوزيت

## روابط خارجية
- هيروأكي ساكوراي على موقع IMDb (الإنجليزية)
- هيروأكي ساكوراي على موقع قاعدة بيانات الفيلم (الإنجليزية)
- هيروأكي ساكوراي على موقع كينوبويسك (الروسية)
- هيروأكي ساكوراي على موقع ANN person (الإنجليزية)